# Xoa (província)

África Oriental Italiana

Xoa (em italiano: Governo dello Scioa) foi uma das seis províncias da África Oriental Italiana. A sua capital era Adis Abeba.
Foi o único governatorato que conseguiu se livrar totalmente da guerrilha etíope e sendo o centro administrativo da  África Oriental Italiana, grandes projetos de desenvolvimento envolvendo estradas, barragens, edifícios dentre outros e a construção da Estrada Imperial até Asmara, capital do Governatorato da Eritreia e da antiga colônia primogênita, a Eritreia Italiana.